# Sanam Re
Sanam Re – indyjski dramat romantyczny z 2016 roku, którego reżyserem jest Divya Khosla, a producentami Bhushan Kumar, Krishan Kumar i  Ajay Kapoor. W filmie główne role grają Pulkit Samrat, Yami Gautam i Urvashi Rautela, a Rishi Kapoor występuje w kluczowej roli pomocniczej.
Premiera filmu miała miejsce 12 lutego 2016 roku.

## Fabuła
Sześcioletni Akash (Pulkit Samrat) żyje ze swoimi rodzicami i dziadkiem (Rishi Kapoor), który jest fotografem. Dziadek Ahasha jest również ekspertem w przepowiadaniu przyszłości. Wróży, że Akash zakocha się w dziewczynie mieszkającej 500 kroków od ich mieszkania. Mówi również, że będą zakochani na zawsze, lecz nie będą razem. Akash podąża za instrukcjami jego dziadka i znajduje wysoką, starszą od siebie dziewczynę. Akash jest rozczarowany.
Akash, który jest teraz starszy, zakochuje się w jego koleżance z klasy Shruti (Yami Gautam). Wierzy, że Shruti jest dziewczyną, która coś dla niego znaczy. Lecz wszystko dzieje się dokładnie tak, jak przepowiedział dziadek. Akash przeprowadza się w inne miejsce, aby rozpocząć studia.
Obecnie, Akash pracuje dla prywatnej firmy i prowadzi nudne życie. Kiedy dowiaduje się, że stan zdrowia jego dziadka pogorszył się, decyduje się opuścić miasto. Próbuje również odnaleźć Shruti, lecz nie udaje mu się to. Kiedy dowiaduje się, że jego szef (Manoj Joshi) zwolnił go z pracy, wraca z powrotem. Później Akash przejmuje duży interes firmy, w której pracuje. Podrózuje do Kanady, aby spotkać się z panią Pablo, żoną inwestora jego firmy, która właśnie rozwiodła się z mężem. Akash przyjeżdża na obóz yogi prowadzony przez byłą prostytutkę Babyji (Bharti Singh). Akash i pani Pablo zostają przyjaciółmi, a Akash dowiaduje się, że jej prawdziwe imię to Akansha (Urvashi Rautela). Akash na obozie spotyka również Shruti, która zachowuje się jak chłopczyca. Akash oświadcza się Akanshy twierdząc, że ją kocha. Po spędzeniu kilku dni w Kanadzie, Akash i Shruti ponownie zakochują się w sobie. Dowiaduje się również, że Akansha jest nikim innym, jak wysoką dziewczyną poznaną w dzieciństwie. Akash jest ponownie zostawiony ze złamanym sercem, kiedy Shruti mówi, że nie jest gotowa na związek.
Akash uważa, że Shruti wciąż go kocha i wyrusza w podróż, aby znaleźć prawdziwy powód jej odmowy. Akash jest zupełnie zszokowany, gdy dowiaduje się od kuzyna Shruti, że dziewczyna cierpi na rzadką chorobę serca. Dowiaduje się również, że Shruti w najbliższym czasie musi mieć przeprowadzoną transplantację serca.
Po pewnym czasie, Shruti wychodzi ze szpitala i dowiaduje się, że jej choroba serca została wyleczona.
Aby być z Akashem, przenosi się do miasta, aby go znaleźć, lecz nie udaje jej się to. Wreszcie, serce Shruti zostało złamane, kiedy dowiaduje się, że jej choroba tak naprawdę została wyleczona dzięki Akashowi, który oddał jej swoje serce. Shruti uważa, że Akash żyje teraz w jej sercu.

## Obsada
- Pulkit Samrat jako Akash
- Yami Gautam jako Shruti
- Urvashi Rautela jako Аkasha/pani Pablo
- Rishi Kapoor jako dziadek Akasha/Daddu
- Prachi Shah jako mama Akasha
- Vishal Malhotra jako przyjaciel Akasha
- Bharti Singh jako Babyji
- Ketki Dave jako żona gościa
- Jiten Mukhi jako gość
- Manoj Joshi jako szef Akasha
- Divya Khosla Kumar jako tancerka w piosence "Humne Pee Rakhi Hai" i "Akkad Bakkad"
- Jaz Dhami jako wokalista w piosence "Humne Pee Rakhi Hai"
- Ankit Arora jako lekarz

## Produkcja
Produkcja nad filmem rozpoczęła się w grudniu 2014 roku w mieście Shimla. Zdjęcia odbywały się w kilku miejscach, takich jak Bombaj, Czandigarh, Shimla, Kalpa, Ladakh, Banff, Jasper i Calgary w Kanadzie.

## Muzyka
Muzyka do Sanam Re została skomponowana przez Mitoona Sharmę, Amaala Malika oraz Epic Bhangra. Raju Singh skomponował muzykę filmową. Teksty zostały napisane przez Rashmiego Viraga, Mithoona Sharmę, Manoja Munstashira, Manoja Yadava, Ikkę Singh i Kumaara. Prawa autorskie do muzyki filmowej zostały wykupione przez T-Series.
Tytułowa ścieżka dźwiękowa z głosem Arijita Singha została wydana jako singiel 22 grudnia 2015 roku. Następny utwór, nazwany "Gazam Ka Hai Yeh Din" został wydany 1 stycznia 2016 roku. Pełny album został wydany 4 stycznia 2016 roku.
Dwie piosenki zostały wypuszczone później i nie były częścią albumu filmowego. Wersja tytułowej piosenki, śpiewanej przez kobietę, została wydana 4 lutego 2016 roku. Dodatkowy utwór rapowy Badshaha nazwany "Akkad Bakkad", został wydany 8 lutego 2016 roku. 